# 斎藤孝治

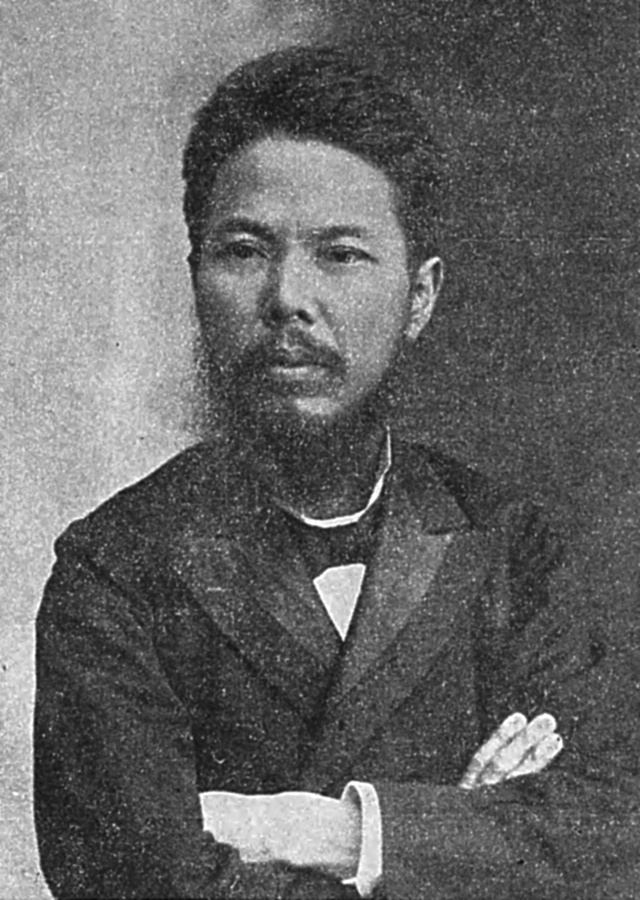
斎藤孝治

斎藤 孝治（さいとう こうじ、1856年3月10日（安政3年2月4日） - 1917年（大正6年）8月22日）は、日本の弁護士、公証人、東京府会議員。

## 略歴

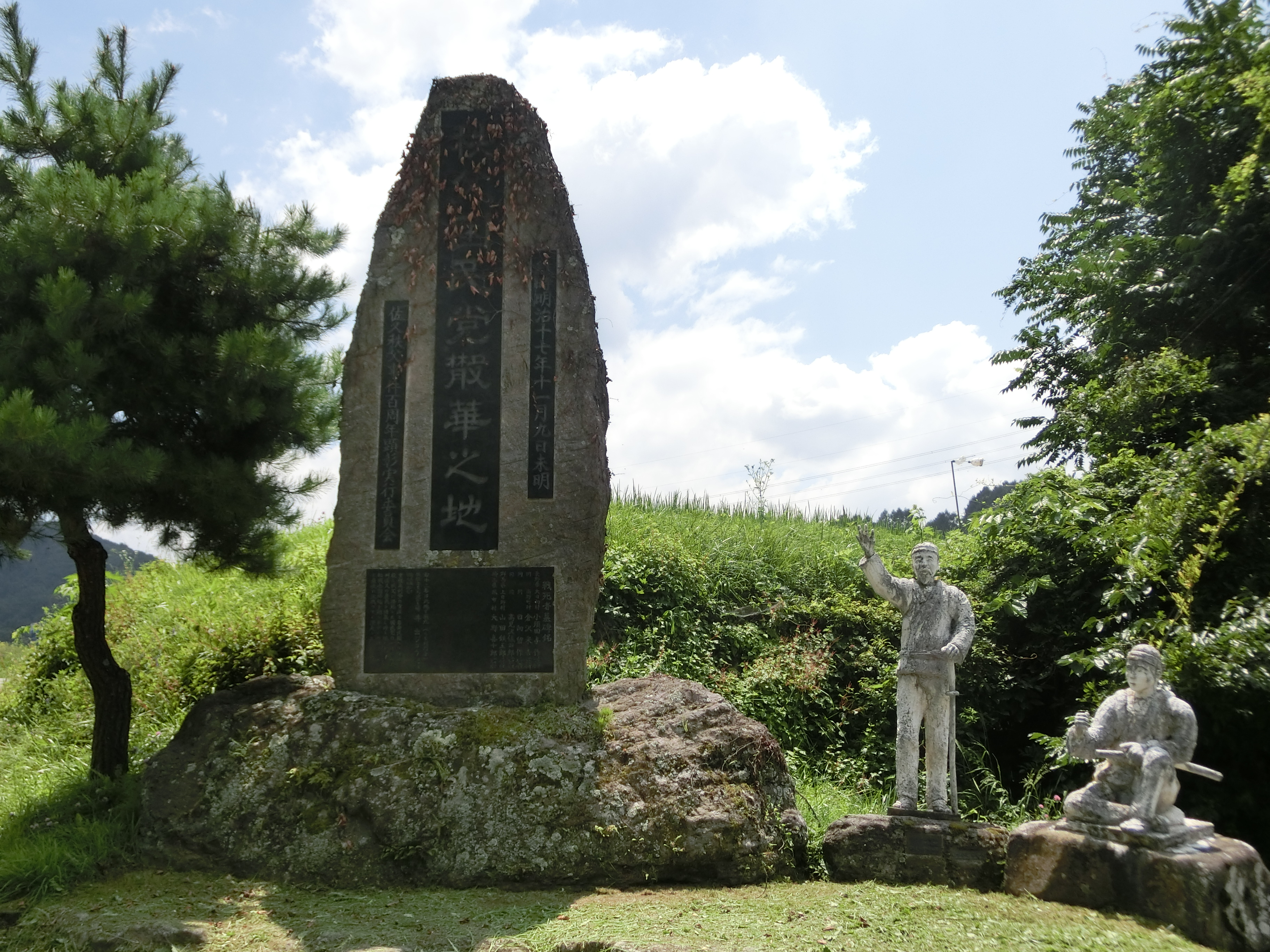
秩父困民党散華之地（斎藤孝治は秩父事件裁判で風布村平民田島龍助の弁護を担当した）

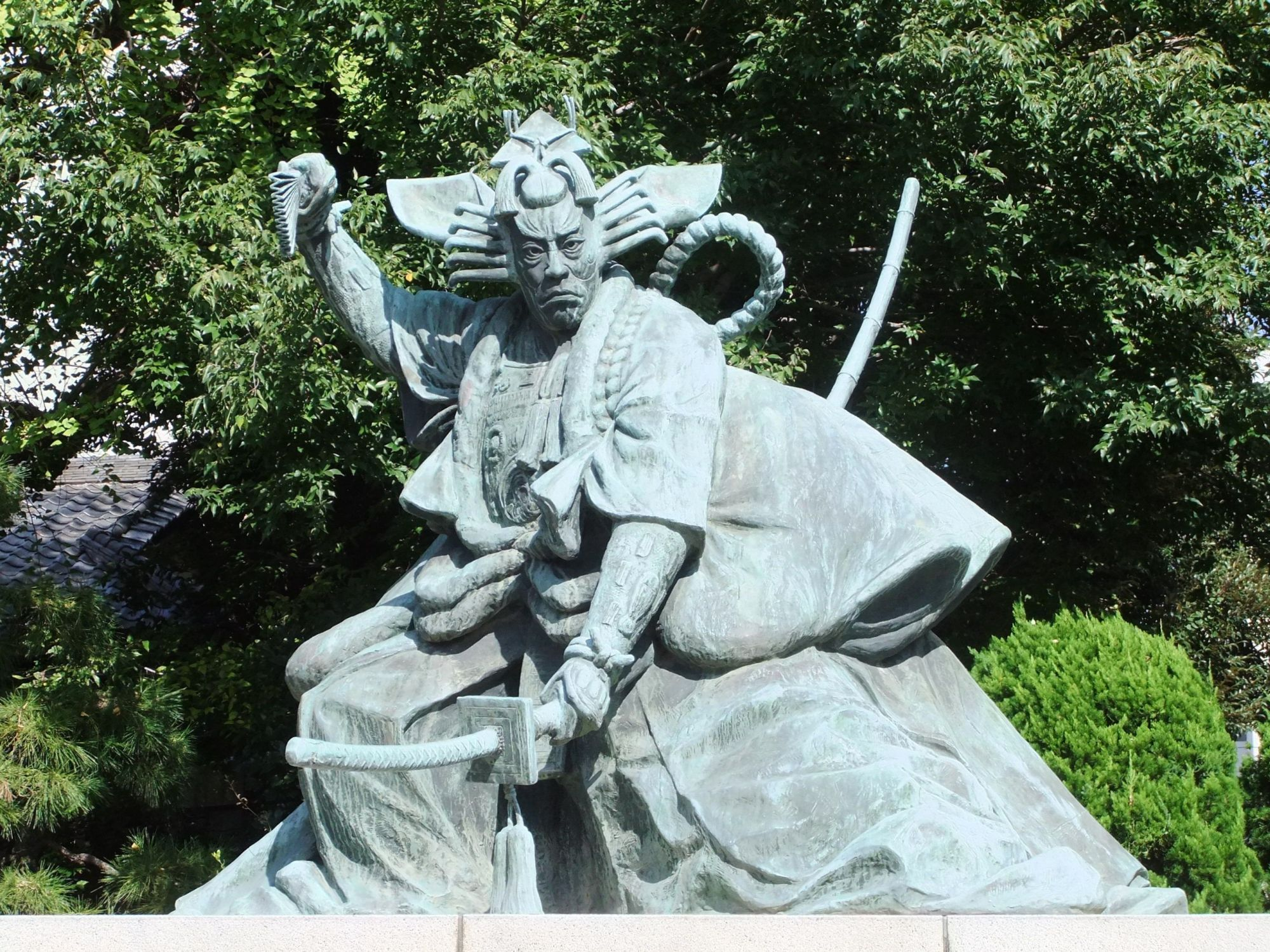
九代目市川団十郎像（斎藤孝治は団十郎像の設立委員長も務めた）

古河藩士・斎藤三平の子として江戸駒込の藩邸で生まれた。1872年に上京して儒者亀田鶯谷の塾で学んだ。1875年警視庁巡査となり、西南戦争に従軍。戦後、北畠道龍・矢代操らの講法学舎に入ったが、1881年、明治法律学校（明治大学の前身）の開校にあたって幹事として庶務にあたり、また一学生として法学を修め、同校最初の卒業生の一人となった。
1882年に代言人試験に合格し、秩父事件や野口男三郎事件などで弁護活動に従事。日本弁護士協会の創設に参画し、1898年には副会長となった。1912年に弁護士業を廃業して公証人となった。
地方政界にも進出し、1899年に神田区から東京府会議員選挙に出馬して当選、府会議長も2期（1903年10月 - 1907年9月、1915年10月 - 1917年8月）務めた。
1917年8月22日、議長在任中に胃癌で死去。葬儀は明治大学の校葬として同月26日に谷中瑞輪寺で執行され、後藤新平・井上友一・高田早苗・尾崎行雄のほか、歌舞伎俳優や能楽師も多数参列した。

## 著書
- 『民事訴訟提要』 共著、明法堂ほか、1891年
- 『改正登記法全書』 青木嵩山堂、1899年
- 『改正刑事訴訟法釈義』 魁真楼、1899年
- 『新商法要義：訓註』 魁真楼、1899年
- 『改正府県制郡制釈義』 共著、魁真楼ほか、1899年
- 『改正日本刑法釈義』 共著、青木嵩山堂、1909年
- 『ポケット刑法：新旧対照』 共著、魁真書楼、1910年
- 『改正商法要義：訓註』 岡崎屋、1911年

## 位階
- 従六位（1917年8月23日）[10]